# Molnár-Sáska Ildikó
Molnár-Sáska Ildikó (Budapest, 1977. február 16. –) magyar bajnok labdarúgó, jobbhátvéd, kétszeres magyar bajnok futsaljátékos. Jelenleg a TFSE futsaljátékosa. A budapesti Szent István Gimnázium matematika-, fizika-, informatikatanára.

## Pályafutása
Tagja volt 2001–02-ben az MTK NB II-es bajnokcsapatának. Az élvonalban 2003–04-ben ezüstérmes, a következő idényben bajnok lett az együttessel. 2005-ben a magyar kupát is megnyerte a csapattal. 2005 nyarán a Ferencvároshoz igazolt, ahol csak a Fradi első hivatalos mérkőzésen lépett pályára. Azóta a futsalbajnokságban szerepel, ahol két bajnoki címet ért el az Univerzum NFC színeiben. 2010-től a Galaxis NFE, majd 2013-tól a BME Futsal Club játékosa.
2013. október 13-án az Astra–BME-Galaxis futsal bajnoki mérkőzésen súlyos sérülést szenvedett. A találkozó vége előtt 3 perccel Bernáth Csilla (Astra) vállal az arcának ütközött, melynek következtében Molnár-Sáska Ildikó a földre esett. Az ütközés következtében arc- és orrcsonttörést szenvedett.

## Sikerei, díjai
- Labdarúgás
  - Magyar bajnokság
    - bajnok: 2004–05
    - 2.: 2003–04

  - Magyar kupa
    - győztes: 2005

  - NB II
    - bajnok: 2001–02
- Futsal
  - Magyar bajnokság
    - bajnok: 2005-06, 2007-08
    - 2.: 2006-07, 2008-09
    - 3.: 2004-05

  - NB II
    - bajnok: 2009-10